# The Grass Is Greener
The Grass Is Greener (prt: Ela, Ela e o Marido; bra: Do Outro Lado, o Pecado) é um filme britânico de 1960, do gênero comédia romântica, dirigido por Stanley Donen.

## Sinopse
Para sanar dificuldades financeiras, o conde e condessa de Rhyall resolvem abrir sua mansão para visitas pagas. Entre os turistas, aparecem Hattie Durant (ex-namorada de lorde Rhyall) e o magnata do petróleo Charles Delacro. Esse encontro dará início a um "quadrado" amoroso.

## Elenco
- Cary Grant… Victor Rhyall, Earl
- Deborah Kerr… Lady Hilary Rhyall
- Robert Mitchum… Charles Delacro
- Jean Simmons… Hattie Durant
- Moray Watson… Trevor Sellers